# Jorge Iván Castaño Rubio
Jorge Iván Castaño Rubio, C.M.F. (Montebello, 14 de junho de 1935 – Medellín, 2 de maio de 2025), foi um bispo católico colombiano. É bispo emérito de Medellín.

## Vida
Nascido em Montebello, Antioquia, Castaño Rubio foi ordenado sacerdote em 1961. Ele recebeu um doutorado em teologia pela Pontifícia Universidade de São Tomás de Aquino, em Roma. Em junho de 1983, foi nomeado vigário apostólico de Quibdó e bispo titular de Edistiana, servindo até ser ordenado bispo de Quibdó em 1990. Em 2001, foi nomeado bispo auxiliar de Medellín e bispo titular de Stagnum. Castaño Rubio se aposentou de seu cargo de bispo auxiliar em seu 75º aniversário em 2010.